# 桑瑪·蕾
桑瑪·蕾（英語：Summer Rae，1983年11月28日—），原名Danielle Louise Moinet，是一位美國職業摔角選手、前美式足球運動員，亦是演員、模特。在加盟WWE之前，曾是傳奇美式足球聯賽芝加哥幸福隊的球員。

## 美式足球
在2008年至2011年期間曾效力於傳奇美式足球聯賽（LFL）的芝加哥幸福隊，擔任四分衛，亦是球隊的隊長。
2011年6月30日，於加拿大安大略省哈密爾頓的科普斯體育館參加了LFL全明星賽，這是她在LFL中的最後一場比賽。

## 職業摔角
2011年被WWE簽下，接下來有數年時間都是在培訓聯盟中受訓。直到2013年才被徵召上主秀，當時是以梵旦哥的女舞伴身分登場。

## 演出作品

### 電影
- 《海陸悍將4》（2015年）飾 蕾切爾·道斯

### 電視劇
| 年份      | 劇名        | 角色    | 備註                                         |
| --------- | ----------- | ------- | -------------------------------------------- |
| 2014–2017 | Total Divas | Herself | 主要演員 (第2–3季) Recurring (第4–6季): 38集 |

## 外部連結
- WWE.com （页面存档备份，存于）
- 桑瑪·蕾在互联网电影资料库（IMDb）上的資料（英文）
- 桑瑪·蕾的Instagram帳戶
- 桑瑪·蕾的X（前Twitter）